# اثر (جبر خطی)
در جبر خطی اثر (رد یا تریس (به انگلیسی: Trace)) یک ماتریس مربعی nدرn برابر است با حاصل‌جمع درایه‌های قطر اصلی آن یا به عبارت دیگر:
{\displaystyle \mathrm {tr} (A)=a_{11}+a_{22}+\dots +a_{nn}=\sum _{i=1}^{n}a_{ii}\,}
که aii درایه واقع بر سطر iم و ستون iم ماتریس A است. به بیان دیگر اثر یک ماتریس برابر مجموع ویژه‌مقادیر آن است. قابل ذکر است که اثر فقط برای ماتریس مربعی تعریف می‌شود.
قضیه کیلی-همیلتون نیز بیان می‌دارد که هر ماتریس در معادله سرشتنمایی خود صدق می‌کند.

## مثال
اگر ماتریس T یک ماتریس مربعی باشد
{\displaystyle {\begin{bmatrix}-2&2&-3\\-1&1&3\\2&0&-1\end{bmatrix}}.}
آنگاه tr(T) = −۲ + ۱ − ۱ = −۲.

## ویژگی‌ها

### ویژگی‌های بنیادی
اثر یک عملگر خطی است:
{\displaystyle \mathrm {tr} (A+B)=\mathrm {tr} (A)+\mathrm {tr} (B),}
{\displaystyle \mathrm {tr} (cA)=c\cdot \mathrm {tr} (A).}
برای هر ماتریس مربعی A و B و هر کمیت نرده‌ای c.
یک ماتریس و ترانهاده آن یک اثر دارند:
{\displaystyle \mathrm {tr} (A)=\mathrm {tr} (A^{T})}.

### اثر حاصلضرب
اگر A یک ماتریس m×n و B یک ماتریس n×mباشد آنگاه:
{\displaystyle \mathrm {tr} (AB)=\mathrm {tr} (BA).}

### ویژگی‌های دیگر
اگر A یک ماتریس متقارن و B یک ماتریس پادمتقارن باشد
{\displaystyle \mathrm {tr} (AB)=0}.